# Tour du Ghana
Le Tour cycliste international du Ghana est une course cycliste par étapes organisée au Ghana. 

## Palmarès
| Année | Vainqueur           | Deuxième             | Troisième         |
| ----- | ------------------- | -------------------- | ----------------- |
| 2002  | Augustin Amoussouvi |                      |                   |
| 2004  | Abdoulaye Traoré    | Ahmed Ouédraogo      | N'Gatta Coulibaly |
| 2011  | Tetteh Djangmah     |                      |                   |
| 2012  | Tetteh Djangmah     | Victor Cudjoe Akpabu |                   |
| 2013  | Prosper Agbo        | Samuel Anim          |                   |
| 2022  | Anthony Boakye      |                      |                   |
| 2023  | Solomon Tagoe       |                      |                   |